# Болеслав Шанковський
Болеслав Шанковський (1873, Варшава — 1953, Тегернзе) —  польський художник.
Шанковський навчався в Кракові, з 30 жовтня 1894 в Академії образотворчих мистецтв в Мюнхені з Іоганном Каспаром Хертеріхом і в Парижі з Жан Жозеф Бенджамін Константом, Жан-Поль Лоренсом і Антоніо де ла Гандаром. З 1906 року він працював в Мюнхені. 